# Darlie
Darlie (黑人, hēi rén, in cinese "persona nera") è un dentifricio dell'azienda taiwanese Hawley & Hazel, acquistata nel 1985 da Colgate-Palmolive.

## Storia del prodotto
Inizialmente il suo nome era Darky o Darkie, un termine usato negli Stati Uniti e nel Regno Unito per indicare gli afroamericani. Dopo che negli anni cinquanta, attraverso l'attivismo di numerosi gruppi di sensibilizzazione, la percezione mondiale verso le differenze di razza cambiò, i nomi di molti prodotti che recavano termini offensivi per le persone di colore furono sostituiti da altri assonanti e così fu anche per il Darkie dopo l'acquisto da parte di Colgate-Palmolive.
L'immagine originaria stampata sul tubetto sembra si riferisse ad una maschera di Al Jolson.

## Diffusione
Il dentifricio è molto popolare in alcune zone dell'Asia, tra cui Malaysia, Thailandia e Repubblica Popolare Cinese e viene esportato anche nel Nord America e in Europa occidentale.